# 436th Airlift Wing

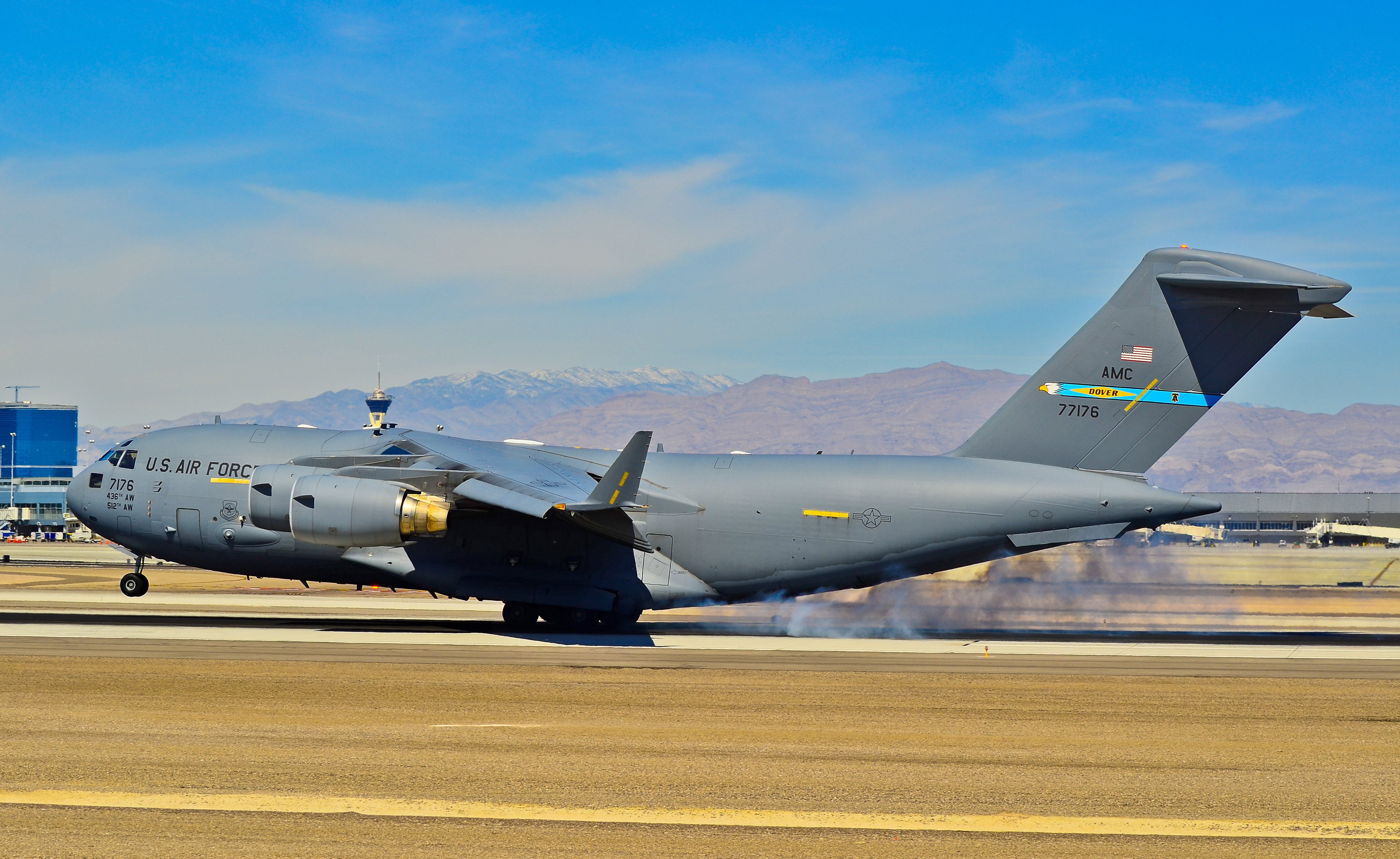
C-17A del 3rd AS

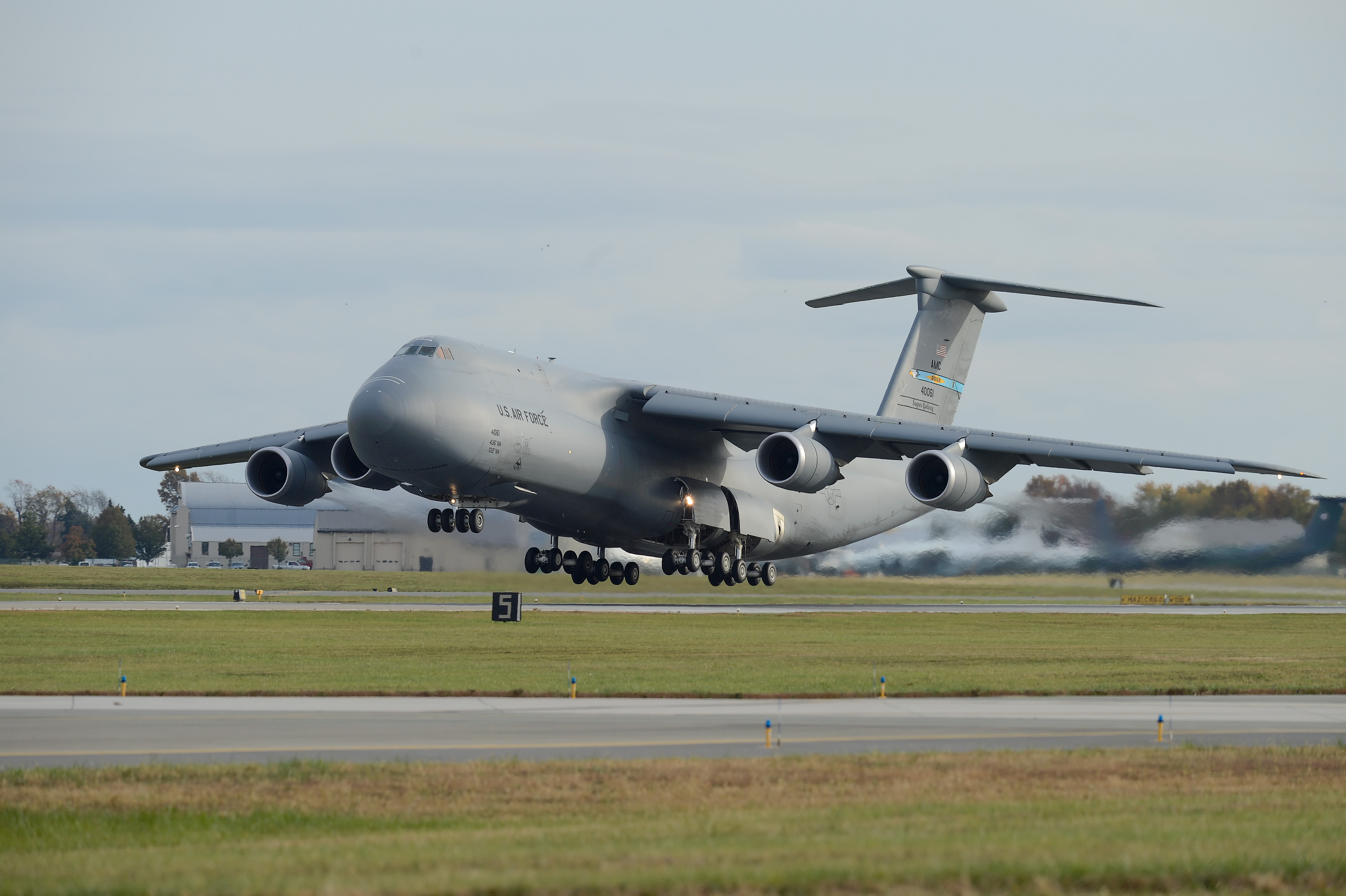
C-5M del 9th AS

Il 436th Airlift Wing è uno stormo da trasporto dell'Air Mobility Command, inquadrato nella Eighteenth Air Force. Il suo quartier generale è situato presso la Dover Air Force Base, nel Delaware.

## Missione
Allo stormo è associato il 512th Airlift Wing, Air Force Reserve Command, dal quale riceve personale di supporto per l'addestramento e la manutenzione dei suoi velivoli.

## Organizzazione
Attualmente, al maggio 2017, esso controlla:
- 436th Operations Group, striscia azzurra con testa di aquila, Liberty bell e scritta nera DOVER in un rombo giallo
  - 436th Operation Support Squadron
  -  3rd Airlift Squadron - Equipaggiato con C-17A
  -  9th Airlift Squadron - Equipaggiato con 18 C-5M Super Galaxy
- 436th Maintenance Group
  - 436th Aircraft Maintenance Squadron
  - 436th Maintenance Operations Squadron
  - 436th Maintenance Squadron
  - 436th Aerial Port Squadron
- 436th Medical Group
  - 436th Medical Operations Squadron
  - 436th Medical Support Squadron
  - 436th Aeromedical Evacuation Squadron
- 436th Mission Support Group
  - 436th Civil Engineer Squadron
  - 436th Communications Squadron
  - 436th Contracting Squadron
  - 436th Logistics Readiness Squadron
  - 436th Force Support Squadron
  - 436th Security Forces Squadron